# Alphonse Albert Voordeckers
Alphonse Albert Voordeckers O.Praem. (* 30. Juli 1894 in Laakdal; † Oktober 1943 im KZ Sonnenburg) war ein belgischer römisch-katholischer Geistlicher, Prämonstratenser und Märtyrer.

## Leben
Alphonse Voordeckers stammte aus Vorst in Kempen (heute: Ortsteil von Laakdal). Er besuchte Schulen in Hoogstraten und Geel und studierte an der Prämonstratenser-Abtei Tongerlo. Er trat 1915 in den Prämonstratenserorden ein, erhielt den Ordensnamen Albert (auch: Albertus), legte 1917 die Profess ab und wurde 1921 zum Priester geweiht. Von 1921 bis 1925 unterrichtete er am Collège Saint-Charles in Porrentruy in der Schweiz und war vorübergehend auch in Belgisch-Kongo. Ab 1925 wirkte er in Belgien als Vikar in Budingen (Zoutleeuw), Reet (Rumst) (1927) und Halle (1929), sowie als Hausgeistlicher in Leuze-en-Hainaut. Ab 1938 war er Pfarrer in Gondregnies bei Silly.
Im Juli 1941 unterstützte er einen verletzten belgischen Fallschirmjäger in britischer Uniform, wurde denunziert und am 30. Januar 1942 von der Gestapo verhaftet. Er kam über das Gefängnis Saint-Gilles/Sint-Gillis im August 1942 in die Justizvollzugsanstalt Bochum. 1943 wurde er vom Volksgerichtshof zu einer hohen Freiheitsstrafe verurteilt und kam über das Zuchthaus Hameln in das Konzentrationslager Sonnenburg bei Küstrin an der Oder. Dort starb er im Oktober 1943 im Alter von 49 Jahren.

## Werke
- Volksliturgie. De hooge wijdingen. Norbertinerabtei Tongerlo 1924.
- Volksliturgie. Hoogfeest van Paschen. Norbertinerabtei Tongerlo 1924.

## Gedenken
In Gondregnies trägt die Straße Rue du curé Voordeckers seinen Namen. In der Kirche von Gondregnies erinnert eine Gedenktafel an ihn. Sie gibt als Sterbedatum „Beginn 1944“ an.